# Sokolnik, Dobrici
Sokolnik (în bulgară Соколник, în română Sahinlar) este un sat în comuna Dobricika, regiunea Dobrici, Dobrogea de Sud, Bulgaria. 
Între anii 1913-1940 a făcut parte din plasa Ezibei a județului Caliacra, România. Lângă localitate a mai existat o așezare (azi dispărută) ce se numea Tulugea în timpul administrației românești și Prelog în bulgară.

## Demografie
Componența etnică a satului Sokolnik
     Turci (53,84%)
     Nicio identificare (15,38%)
     Bulgari (30,76%)
     Romi (0%)
La recensământul din 2011, populația satului Sokolnik era de 26 locuitori. Din punct de vedere etnic, majoritatea locuitorilor (53,84%) erau turci, cu o minoritate de bulgari (30,76%). Pentru 15,38% din locuitori nu este cunoscută apartenența etnică.